# Ciemieńcowate

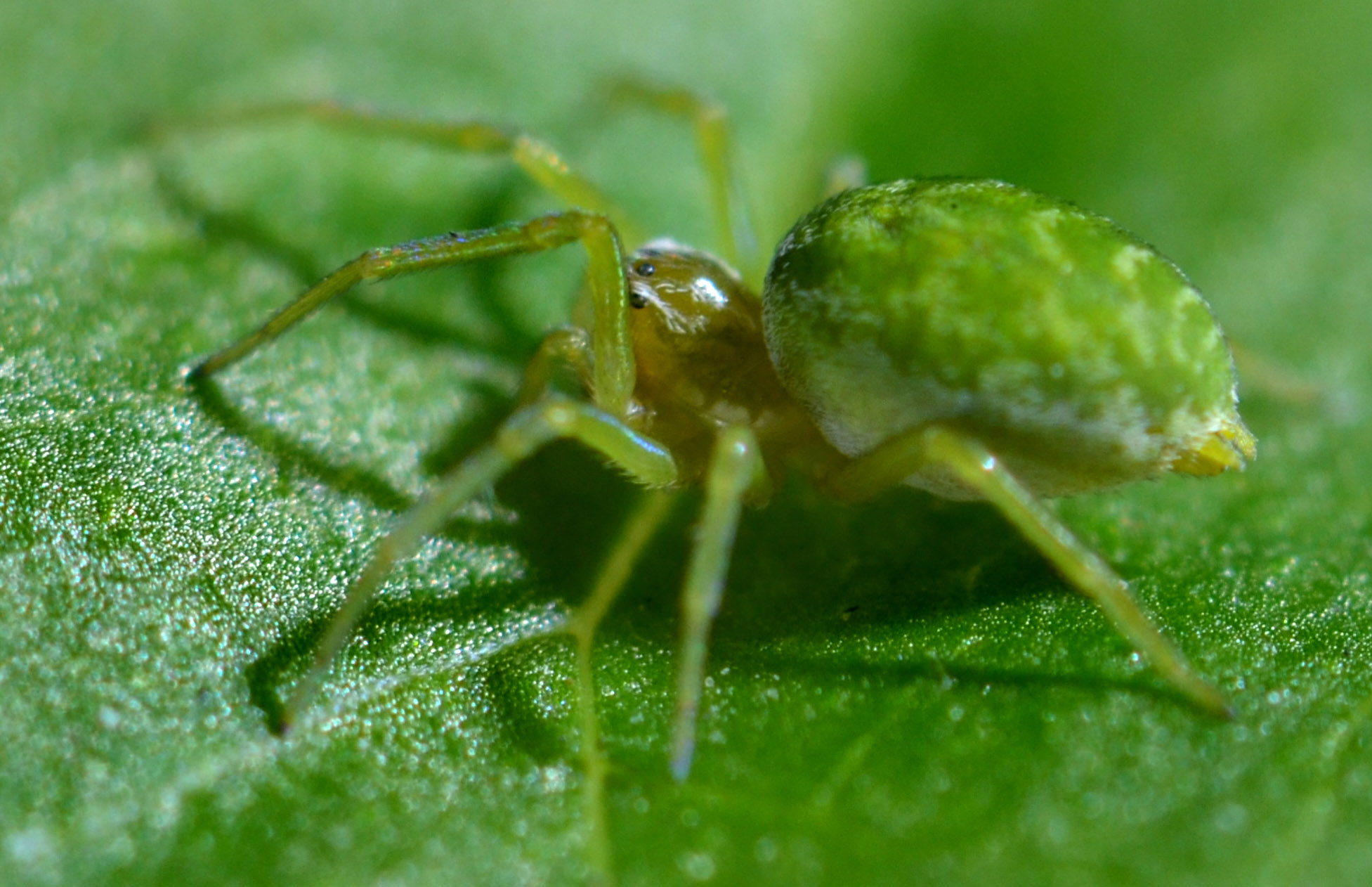
Nigma walckenaeri

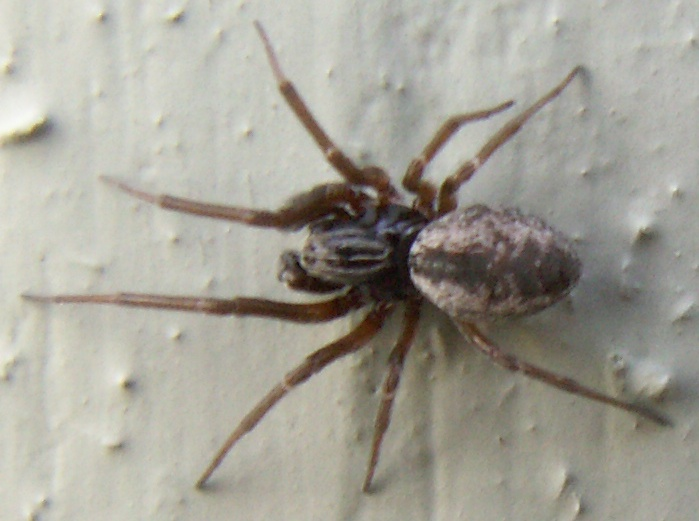
Dictyna arundinacea

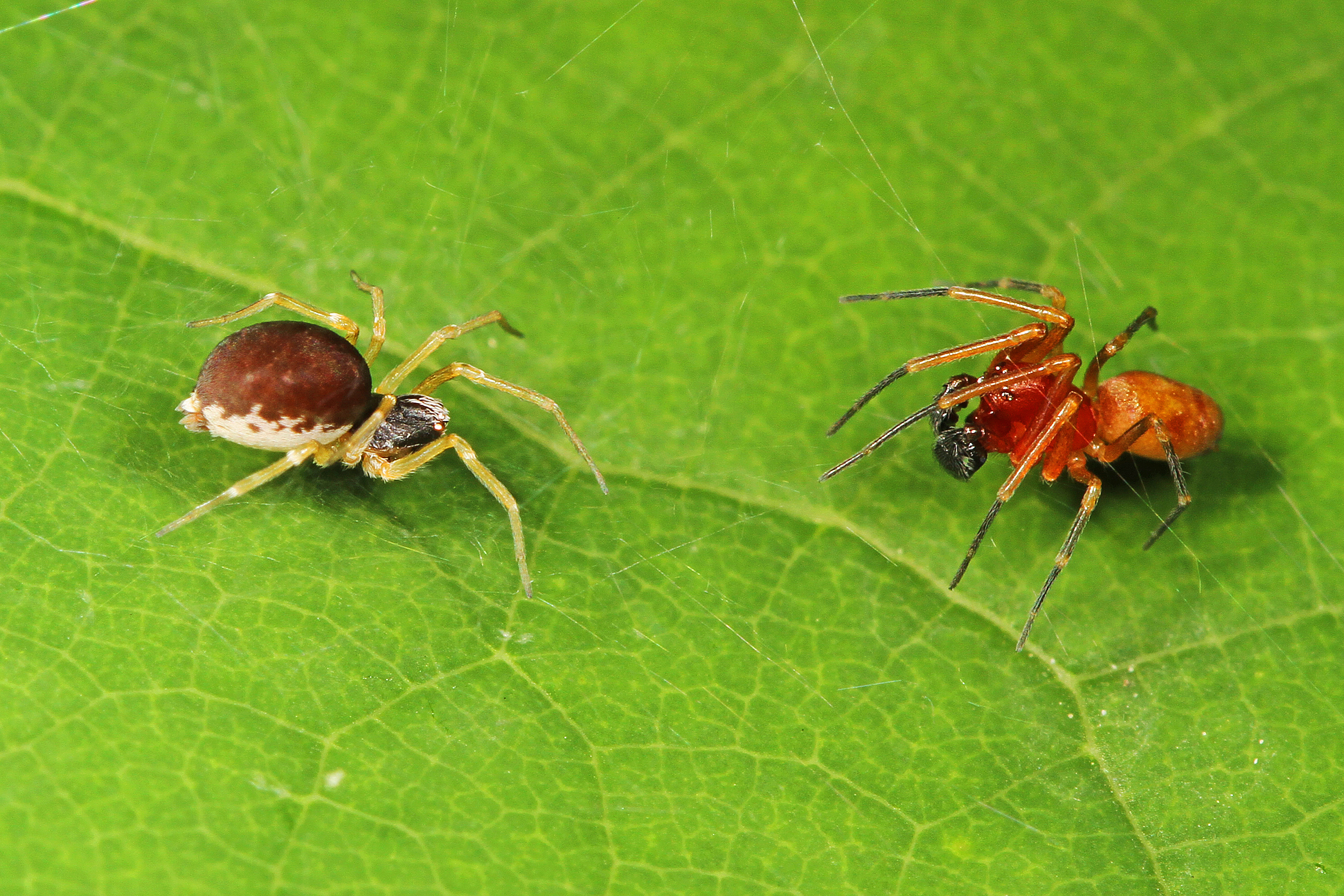
Samiec (po prawej) i samica z rodzaju Emblyna w czasie zalotów

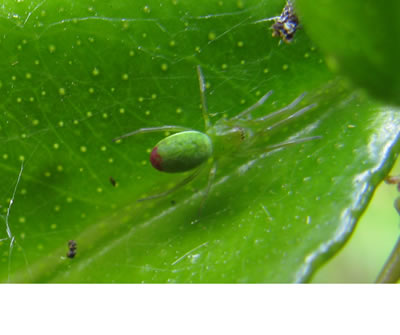
Paradictyna rufoflava

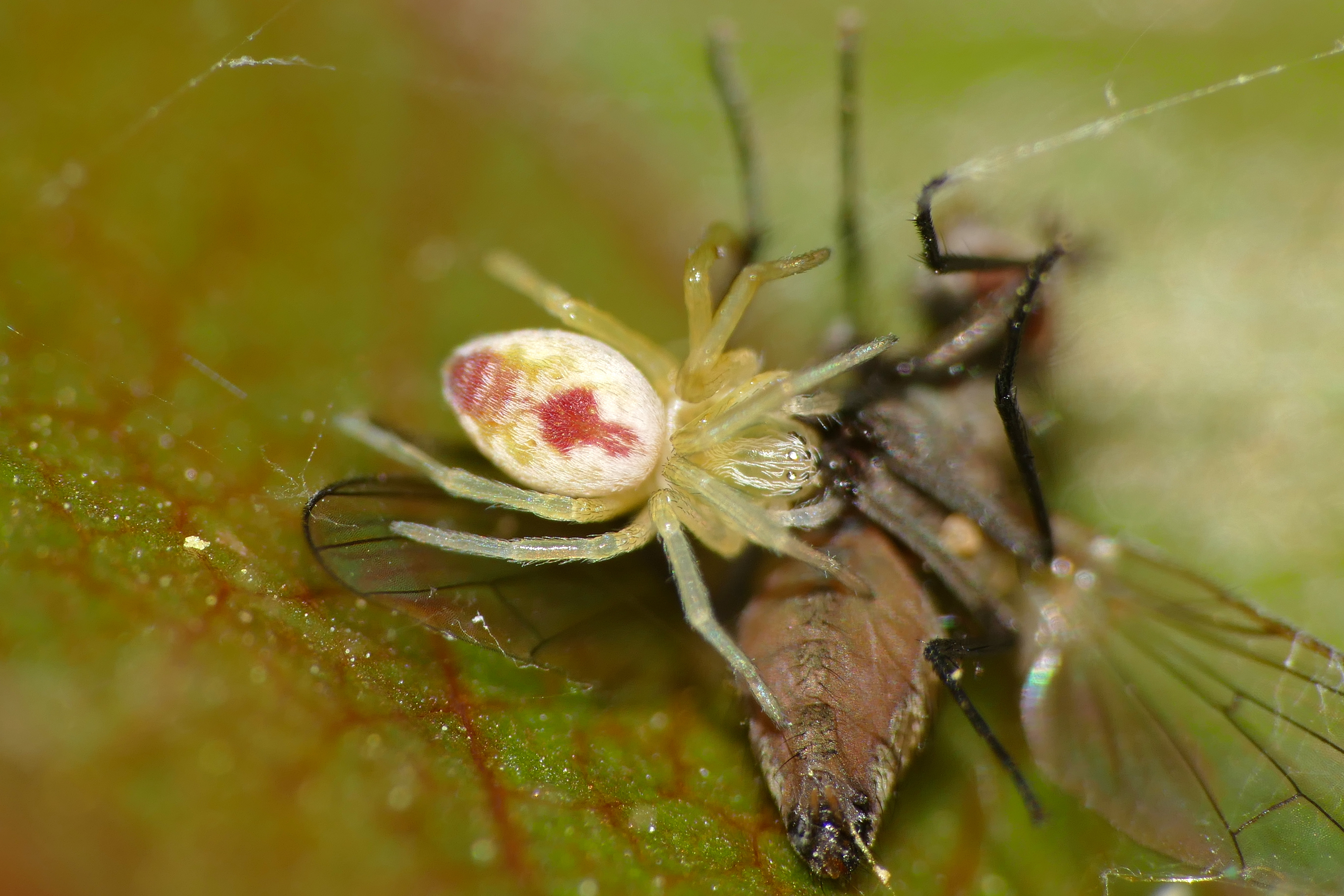
Nigma puella w trakcie posiłku

Ciemieńcowate (Dictynidae) – rodzina pająków z podrzędu Opisthothelae i infrarzędu Araneomorphae. Kosmopolityczna, ale bardziej zróżnicowana gatunkowo w strefie umiarkowanej. Dotychczas opisano 496 gatunków współczesnych i 50 wymarłych. W zapisie kopalnym znana od paleogenu.

## Opis
Niewielkie pająki o ciele długości poniżej 5 mm (wyjątkiem jest osiągający do 15 mm topik, zaliczony tu w 2017), ubarwionym w odcieniach zieleni, brązu lub szarości. Karapaks ich cechuje się stosunkowo wysokim regionem głowowym i zredukowanymi jamkami. Występuje ośmioro oczu ułożonych w dwóch rzędach (sześciooki rodzaj Cicurinia przeniesiono do Hahniidae), z których wszystkie lub tylko te przednio-środkowej pary są ciemne. Szczękoczułki są ustawione pionowo, u samców części rodzajów wklęśnięte na powierzchniach środkowych. Endyty są zbieżne. Kształt sternum jest trójkątny. Opistosoma (odwłok) jest prawie owalna lub owalna, nieco nachodząca na prosomę, zwykle jasna z ciemniejszym wzorem, ale wzór ów może być niewyraźny lub całkiem zanikły. Występuje sześć kądziołków przędnych, z których te przedniej i tylnej pary są dwuczłonowe, o krótkich członach odsiebnych. Siteczko przędne może być jednodzielne, dwudzielne lub zupełnie nieobecne. Grzebień przędny, jeśli występuje, jest jednokrotnie piłkowany. Odnóża kroczne są umiarkowanej długości, zwieńczone trzema pazurkami. Układ oddechowy ma dwie płucotchawki, szerokie i umieszczone blisko kądziołków przetchlinki oraz rozgałęzione tchawki środkowe.
Budowa aparatu kopulacyjnego na nogogłaszczkach samców jest charakterystyczna dla rodziny. Wierzchołek mięsistego, obejmującego embolus konduktora ciągnie się proksymalnie wzdłuż tylno-bocznej strony cymbium. Golenie nogogłaszczków samców zaopatrzone są w apofizy, w tym retrolateralną. Samice mają słabo zesklerotyzowaną płytkę płciową.

## Występowanie i biologia
Rodzina kosmopolityczna, bardziej zróżnicowana gatunkowo w strefie umiarkowanej niż w tropikalnej. W Polsce, licząc według klasyfikacji po rewizji Wheelera i in. z 2017, stwierdzono 17 gatunków (zobacz: ciemieńcowate Polski). Gatunki wyposażone w siteczko przędne budują sieci w szerokiej gamie środowisk, natomiast pozostałe zwykle związane są z wodą lub siedliskami wilgotnymi.

## Taksonomia
Takson ten wprowadzony został przez O. Pickarda-Cambridge’a w 1871 roku. Jest to rodzina o niepewnych: pozycji systematycznej, składzie i monofiletyzmie. Jej skład był wielokrotnie modyfikowany, ostatnio w 2017 roku przez W. Wheelera i współpracowników. Na podstawie analizy filogenetycznej przenieśli oni rodzaje Blabomma i Yorima z ciemieńcowatych do Cybaeidae, a rodzaje Cicurinia, Chorizomma i Mastigusa z ciemieńcowatych do Hahniidae. Do ciemieńcowatych przenieśli natomiast rodzaj Argyroneta (obejmujący topika i być może wymarłego A. longipes), jednak jego pozycja systematyczna pozostaje dalece niepewna. J.A. Murphy i M.J. Roberts w publikacji z 2015 klasyfikują go w monotypowej rodzinie Argyronetidae. Gdyby ostatecznie umieścić go w ciemieńcowatych, to nazwa Dictynidae musiałaby, zgodnie z zasadą priorytetu, zostać młodszym synonimem Argyronetidae, jednak takiego kroku dotychczas nie podjęto. Po analizie Wheelera i innych niejasna pozostaje również pozycja rodzaju Lathys, który w ciemieńcowatych pozostawiono prowizorycznie.
Według World Spider Catalogue do ciemieńcowatych należą 52 rodzaje współczesne oraz 19 rodzajów wymarłych:

- Adenodictyna Ono, 2008
- Aebutina Simon, 1892
- Ajmonia Caporiacco, 1934
- Altella Simon, 1884
- Anaxibia Thorell, 1898
- Arangina Lehtinen, 1967
- Archaeodictyna Caporiacco, 1928
- †Arthrodictyna Petrunkevitch, 1942
- Arctella Holm, 1945
- Argenna Thorell, 1870
- Argennina Gertsch & Mulaik, 1936
- Argyroneta Latreille, 1804
- Atelolathys Simon, 1892
- Banaidja Lehtinen, 1967
- Bannaella Zhang & Li, 2011
- †Balticocryphoeca Wunderlich, 2004
- Brigittea Lehtinen, 1967
- Brommella Tullgren, 1948
- †Brommellina Wunderlich, 2004
- Callevophthalmus Simon, 1906
- Chaerea Simon, 1884
- †Chelicirrum Wunderlich, 2004
- Clitistes Simon, 1902
- †Cryphoezaga Wunderlich, 2004
- Devade Simon, 1884
- Dictyna Sundevall, 1833
- Dictynomorpha Spassky, 1939
- Emblyna Chamberlin, 1948
- †Eobrommella Wunderlich, 2004
- †Eocryphoeca Petrunkevitch, 1946
- †Eocryphoecara Wunderlich, 2004
- †Eodictyna Wunderlich, 2004
- †Eolathys Petrunkevitch, 1950
- †Flagelldictyna Wunderlich, 2012
- †Gibbermastigusa Wunderlich, 2004
- Hackmania Lehtinen, 1967
- Helenactyna Benoit, 1977
- †Hispaniolyna Wunderlich, 1988
- Hoplolathys Caporiacco, 1947
- Iviella Lehtinen, 1967
- Kharitonovia Esyunin, Zamani & Tuneva, 2017
- Lathys Simon, 1884
- Mallos O. Pickard-Cambridge, 1902
- Marilynia Lehtinen, 1967
- Mashimo Lehtinen, 1967
- Mexitlia Lehtinen, 1967
- Mizaga Simon, 1898
- †Mizagalla Wunderlich, 2004
- Myanmardictyna Wunderlich, 2017
- Nigma Lehtinen, 1967
- †Paleodictyna Wunderlich, 1988
- †Paleolathys Wunderlich, 1986
- Paradictyna Forster, 1970
- Paratheuma Bryant, 1940
- Penangodyna Wunderlich, 1995
- Phantyna Chamberlin, 1948
- †Protomastigusa Wunderlich, 2004
- Qiyunia Song & Xu, 1989
- Rhion O. Pickard-Cambridge, 1871
- Saltonia Chamberlin & Ivie, 1942
- †Scopulyna Wunderlich, 2004
- Scotolathys Simon, 1884
- Shango Lehtinen, 1967
- †Succinya Wunderlich, 1988
- Sudesna Lehtinen, 1967
- Tahuantina Lehtinen, 1967
- Tandil Mello-Leitão, 1940
- Thallumetus Simon, 1893
- Tivyna Chamberlin, 1948
- Tricholathys Chamberlin & Ivie, 1935
- Viridictyna Forster, 1970